# Piroquinesis

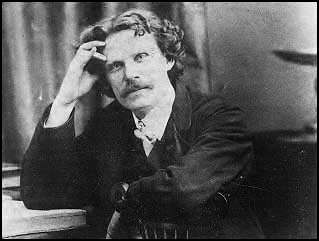
El médium Daniel Dunglas Home era un presunto practicante de piroquinesis.

La piroquinesis es la supuesta capacidad psíquica que permite a una persona crear y controlar el fuego con la mente. No hay evidencia concluyente de que la piroquinesis sea un fenómeno real. Los casos registrados de supuesta piroquinesis son engaños resultado del uso de trucos.

## Etimología
La palabra piroquinesis está formada con las raíces griegas: pyr (πυρ) = fuego y kinesis (κίνησις) = movimiento. Fue acuñada por el novelista Stephen King en su novela Ojos de fuego de 1980, para describir la capacidad de crear y controlar el fuego con la mente. Se pretende que la palabra sea equivalente a telequinesis, con ST Joshi describiéndola como una "creación singularmente desafortunada" y señalando que la analogía correcta a la telequinesis "no sería "piroquinesis" sino "teleprosis" (fuego desde la distancia)".
Aparentemente King es la primera persona que le da un nombre concreto a este concepto, ya que ni el término piroquinesis ni ningún otro término que describa la idea se han encontrado en trabajos anteriores.
Parapsicólogos y trabajos de ciencia ficción definen la piroquinesis como la capacidad de excitar las moléculas dentro de un objeto, acelerándolas hasta que su temperatura sea suficiente para la ignición.

## Historia
AW Underwood, un afroamericano del siglo XIX, alcanzó el estatus de celebridad menor con la supuesta capacidad de poder causar que ciertos objetos se prendieran fuego espontáneamente. Magos y científicos han sugerido que pequeñas porciones ocultas de fósforo podrían haber sido las responsables. El fósforo se puede encender fácilmente con el aliento o frotándolo. El investigador escéptico Joe Nickell ha escrito que Underwood puede haber usado "una técnica de combustión química, y algunos otros medios. Cualquiera sea el método exacto -y el truco de fósforo podría ser el más probable- las posibilidades de engaño superan con creces cualquier poder oculto insinuado por Charles Fort u otros".
El medium Daniel Dunglas Home era conocido por realizar hazañas con fuego y manipular un trozo de carbón caliente tomado de un fuego encendido. El mago Henry R. Evans escribió que la manipulación del carbón era un truco de malabarismo, realizado por Home usando una pieza oculta de platino. Al respecto Hereward Carrington describió la hipótesis de Evans como "ciertamente ingeniosa", pero señaló que William Crookes, un químico experimentado, estuvo presente en una sesión espiritista mientras Home realizaba la hazaña y habría sabido distinguir la diferencia entre el carbón y el platino. Frank Podmore escribió que la mayoría de las hazañas con fuego podrían haberse realizado fácilmente usando trucos y juegos de manos, pero la alucinación y el engaño sensorial podrían explicar la afirmación de Crookes haber observado llamas de los dedos de Home.
Joseph McCabe ha escrito que las supuestas hazañas de piroquinesis de Home eran débiles e insatisfactorias Señaló que se realizaron en condiciones oscuras frente a testigos poco confiables. McCabe sugirió que el manejo del carbón era probablemente una "pieza de asbesto sacada del bolsillo de Home".
En marzo de 2011, una niña de tres años en Antique Province, Filipinas, llamó la atención de los medios por el supuesto poder sobrenatural para predecir o crear incendios. El alcalde de la ciudad dijo que fue testigo de la ignición de una almohada después de que la niña dijo "fuego ... almohada". Otros afirmaron haber presenciado a la niña prediciendo o causando incendios sin ningún contacto físico con los objetos.
A veces, las afirmaciones de piroquinesis se publican en el contexto de fantasmas de fuego, como los incendios de Canneto di Caronia y un caso italiano anterior de una niñera joven, Carole Compton.
Sin embargo no existe un método científicamente plausible para que el cerebro desencadene explosiones o incendios.